# Музей на градското изкуство (Торино)
Музеят на градското изкуство на Торино, накратко МАУ Торино (на италиански: Museo d'Arte Urbana di Torino, MAU Torino) е музей на открито в квартал Борго Векио Кампидольо в град Торино, регион Пиемонт, Северна Италия, с над 170 произведения на уличното изкуство.

## История
МАУ е художествен музей на открито, разположен в торинския работнически квартал от края на 19. век Борго Векио Кампидольо (Borgo Vecchio Campidoglio), по-точно между бул. Звицера (corso Svizzera), бул. Апио Клаудио (corso Appio Claudio), бул. Тасони (corso Tassoni) и улиците Фабрици (via Fabrizi) и Чибрарио (via Cibrario).
През 1991 г. започват преустройствените работи в целия квартал, а през 1995 г., след консултация с неговите жители, Факултета по архитектура на Политехническия университет, Академията за изящни изкуства „Албертина“ и др., се дава началото на първия по рода си проект в Италия, чиято цел е създаването на постоянна външна художествена инсталация, разположена в голям метрополен център.
През 2000 г. МАУ става автономна асоциация, което спомага значително за популяризирането му. През 2001 г. той е включен в „Картата на музеите“ на регион Пиемонт.
На 12 април 2011 г. Градският съвет на Торино създава Комитет „Музей за градско изкуство“ и Обществен подкомитет по изкуствата на квартал Кампидольо. Така МАУ официално се обособява като нова градска музейна структура.
На 1 април 2014 г. МАУ е включен сред признатите исторически реалности в Торино благодарение на Рамковата резолюция за общественото изкуство в Торино.
Музеят си сътрудничи с представителите на търговията и занаятите, с исторически институти като Обширния музей на съпротивата, с академии, лицеи, професионални гимназии и техникуми.

## Колекция
Първите 11 творби на МАУ са създадени от доброволци между лятото на 1995 г. и 1996 г. През 1998 г., благодарение на първия принос на Община Торино, е създадена втора група от 17 творби.
От 1995 до 2019 г. са създадени 137 графита и други произведения, а през май 2001 г. към тях се прибавят 35 инсталации, съставляващи „Капитолийската галерия“, благодарение на Мол Natural Artisan Campidoglio. Това са произведения с формат 70 на 100 cm на стените между магазините на ул. Фабрици и бул. Звицера, защитени от плексигласови витрини, оборудвани с постоянно осветление. Така произведенията стават общо 172, а авторите – 104.
Повечето от графитите са върху жилищни сгради, което прави МАУ уникален образователен проект в сферата на съвременното изкуство.
Стенните графити от периода 2002 – 2010 г. са дело на Салваторе Асторе, Енрико Де Парис, Тео Галино, Виторио Валенте, Андреа Масайоли, Бруно Сачето, Джанлука Ниби, Паскуале Филанино, Фати Хасан, Антонио Карена, Амар, Моника Карочи и Джани Джанасо.
През декември 2012 г. творецът Xel украсява артистично трите кули за достъп до паркинга и Бомбоубежището на пл. Рисорджименто (Piazza Risorgimento) като част от преустройствен проект.
През декември 2013 г., в контекста на общинския проект MURARTE, куриран от STYLE ORANGE и MАУ, приключват артистичните изяви на пл. Капитолий (Piazza Campidoglio), дело на Алесандро Калигарис, Кармело Камбарери, Мауро 149 и Wens.
От 2014 г. МАУ започва да се простира отвъд пределите на квартала със създаването на около 60 произведения на изкуството в торинските квартали Фалкера Нуова (Falchera Nuova), Мирафиори юг (Mirafiori Sud), Валете (Vallette), Борго Витория (Borgo Vittoria), Ванкиля (Vanchiglia), пл. Емануил Филиберт (Piazza Emanuele Filiberto), град Никелино и село Шолце.
През април 2015 г. МАУ, Monkeys Evolution и Комитет „Зона Параки“ рисуват графити в подлеза на градините, на границата на квартал Кампидольо.
През септември 2015 г. МАУ заедно с Вито Наволио създават художественото оформление на баскетболната площадка на пл. Арбарело (Piazza Vincenzo Arbarello) благодарение на участието на гражданския комитет.
На 17 октомври 2015 г. са открити 2 големи графита на Xel в новата централа на Музея–ателие на фентъзито и научната фантастика на ул. Райс Ромоли (via Reiss Romoli).
През 2015 г. сътрудничеството на МАУ с Академия Албертина и с Международния фестивал на училищата за изкуство и дизайн FISAD Архив на оригинала от 2020-08-12 в Wayback Machine. довежда чрез образователни работилници до създаването на два графита – на стената на ANPI Martinetto, посветен на 70-годишнината от Освобождението на Италия, и на ул. Рочамелоне 15 (via Rocciamelone 15) на тема „Усещане за тялото“.
През 2016 г. започва сътрудничеството с Асоциацията на търговците и занаятчиите на ул. Луини, за да се превърне тази улица в място за произведенията на уличното изкуство.
През пролетта на 2016 г., след образователна работилница, няколко студента от Академия Албертина създават двустранен панел за 70–годишнината от Конституцията, поставен за постоянно в културния младежки център Polo del '900.
МАУ сътрудничи и спонсорира създаването на графит на Xel в Театър Суперга в град Никелино.
На стената на Градската библиотеката „Чезаре Павезе“ е поставен графит на студентите от Академия „Албертина“ Маргерита Бобини и Андреа Грити, посветен на италианския партизанин от еврейски произход Емануеле Артом.
В периода 2016 – 2018 г. МАУ координира и участва в проекта за градско преустройство „Outskirt Stories-истории от предградията" по идея на Бюрото за помощ за болните „Аурелио Албанезе“ и в сътрудничество с гражданите, училищата и сдруженията на квартал Фалкера Нуова. До 2017 г. вкл. са създадени 4 творби от Xel и 6 от други автори в резултат на образователни работилници.
През 2019 г. се провеждат интензивно събития в централата на музея в сътрудничество с Cabina dell'Arte Diffusa на Даниеле Д'Антонио, поставят се нови творби на Стефания Галина, Виола Джезмундо, Моно Караско, Wenserone и Mr. Fijdor, реставрират се произведенията на Серджо Рагалци, Роберта Фанти, Антонио Карена и Луиджи Пресиче, провежда се проектът „Графити във Фалкера“ („Muralismo a Falchera“) с поставянето на графит на Opiemme на стената на Средното училище „Да Винчи“, както и нов учебен проект и графит в квартал Бертола.
От 2016 г., благодарение на сътрудничеството с асоциация Volonwrite, са организирани маршрути специално за лица с моторни увреждания. От 2018 г. подобно сътрудничество продължава с НПО „Съвет за хора в затруднение“ (CPD), Обширния музей на съпротивата и ел. ежедневник Торино Оджи чрез проекта MAU for All.

### Авторски пейки
В периода 2010 – 2014 г. художникът и графичният дизайнер Вито Наволио (Vito Navolio) създава „Авторски пейки“ на пл. Монченизио (Piazza Moncenisio), вдъхновени от големите творци на изкуството на 20. век. Този модел вдъхновява всички подобни проекти в Торино.
През октомври 2014 г. той разполага три авторски пейки в градината на Професионалния училищен ориентировъчен център на Община Торино на ул. Бардасано (via Bardassano) 5/a.
На 21 ноември 2014 г., за 25-годишнината на МАУ, в зоната срещу входа на Мол AUCHAN, са открити 17 авторски пейки, дело на Наволио в сътрудничество с Едоардо Ди Мауро и Але Пуро, както и на авторите Алесандро Калигарис, Маргерита Бобини, Анджело Бариле, Monkeys Evolution, Mrfijodor, Макс Петроне, Лука Леонарди, Corn 79, Wens, Xel, Opiemme, Gec и Sisterflash.
През 2016 г. на пл. Капитолий (Piazza Campidoglio) са поставени 3 нови авторски пейки на Вито Наволио в рамките на проекта „Пиаца Рагацабиле“.
През същата година в парк „Колонети“ (Parco Colonnetti), в резултат на образователна работилница с Първа художествена гимназия по темите на Конституцията и Съпротивата, са поставени 3 нови авторски пейки.

### Галерия на МАУ
На 30 март 2014 г. музеят започва да разполага със собствено място и изложбено пространство под името POW Gallery, а от декември 2014 г. до април 2016 г. – под името Hula-Hoop Gallery. От май 2016 г. централата на МАУ на ул. Рочамелоне 7/c като Галерия на МАУ провежда изложби на художници, чийто куратор е Едоардо Ди Мауро – художествен директор на МАУ от самото му начало. От 2016 г. Галерията е домакин на културна асоциация Tribù del Badnight Cafè, с която продължава да развива плодотворно сътрудничество, по-специално с Даниеле Д'Антонио, който става куратор на Галерията. Плод на това е фотографският конкурс „Чети = Представи си един град“ („Leggi = Immagina una Città“), чиито най-добри фотографии са изложени в Градските библиотеки на Торино.

## Полезна информация
Музеят е безплатен.
До него се стига:
- с градски транспорт: трамваи n. 9, 13 и 16, автобуси n. 59, 65 и 71, метролиния 1 (метростанции Бернини и Ракониджи).